# 岡谷市
岡谷市（日语：／ Okaya shi */?）是日本長野縣南信地方的城市，地處諏訪盆地内，西邊面向諏訪湖。岡谷市為諏訪湖周邊的工業都市。

## 地理
- 以釜口水門（日语：釜口水門）為起點的天龍川從諏訪湖向西南流去。
- 鹽嶺（日语：塩嶺）

## 經濟
1910年代到1920年代時作為製絲業的中心地而繁榮，現在則如諏訪湖一帶「東洋的瑞士」的稱號，以鐘錶、相機等精密機械工業而知名。1950年代時味噌的產量號稱日本第一，現在也還有許多味噌工廠。

### 特産品
為鰻魚的產地，當地工商團體還將冬天的土用丑日(日本人一般會在夏天的土用丑日吃鰻魚)登錄為商標，並申請為紀念日。

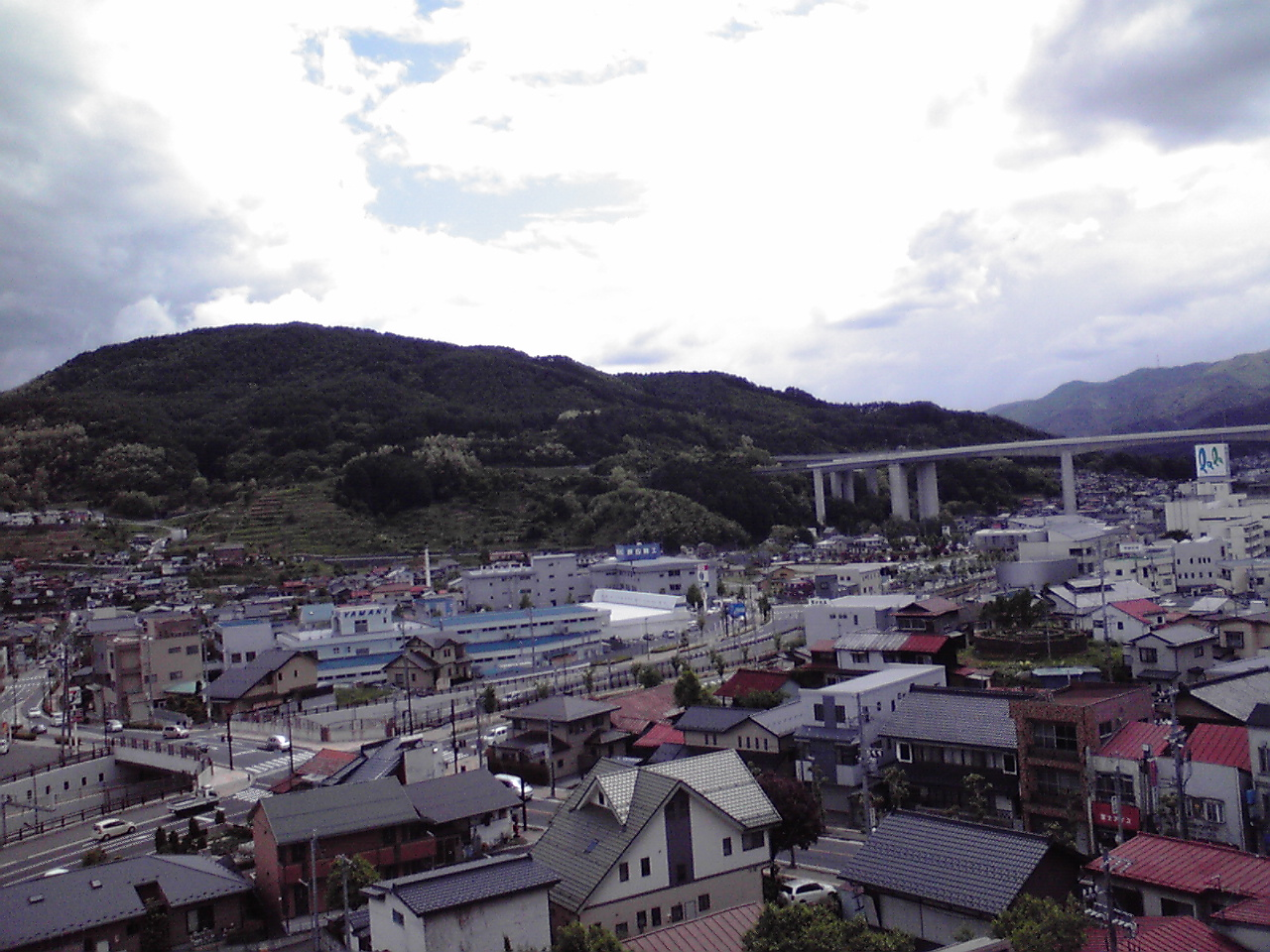
岡谷市的景観

## 交通
境內有東日本旅客鐵道的中央本線東線與辰野支線通過。

### 鐵道
- 中央本線(東線): 岡谷站
- 辰野支線: 岡谷站 - 川岸站

### 高速公路
- 長野自動車道
- 中央自動車道